# Tierra sublevada: Oro impuro
Tierra sublevada: Oro impuro es una película argentina documental de 2009 dirigida por Pino Solanas. La misma analiza la situación de la megaminería en la Argentina.

## Sinopsis
El documental narra la situación actual de la minería en Argentina, donde el director traza un paralelismo entre la colonización española en América y el saqueo del oro, y las grandes mineras de hoy en día como la Barrick Gold, enfocándose en el daño medioambiental producto de la megaminería, la corrupción, la opinión de los pobladores y proponiendo el uso de una minería sustentable.

## Serie de documentales de la Argentina contemporánea
Tierra sublevada: Oro impuro forma parte de una serie de 5 documentales del mismo director, los cuales analizan la historia de su país desde la década de 1990 en adelante:
- Memoria del saqueo (2004)
- La dignidad de los nadies (2005)
- Argentina latente (2007)
- La próxima estación (2008)